# 한기수

한기수(1953년~)는 대한민국의 경영학자이자 대학교수이며, 연세대학교 원주캠퍼스 제13, 14대 부총장이다. 1953년 평창군에서 태어났다. 1979년 연세대학교 경영학과를 졸업하고 1987년에 연세대학교에서 경영학 박사학위를 받았다. 연세대학교 정경대학 경영학과 교수이며, 2008년 8월 원주캠퍼스 출신 교수로는 최초로 원주캠퍼스의 부총장에 취임하였다. 한국기독학생회(IVF) 중앙회 이사장을 역임하였으며, 현재 기독경영연구원 이사를 맡고 있다.